# 约翰内斯·乌兹迪尔
约翰内斯·乌兹迪尔（Johannes Urzidil，1896年2月3日—1970年11月2日），捷克苏台德德国人，是位詩人、作家、歷史學家，生於布拉格，死於羅馬。小行星70679以其命名。